# 朱厚熿
永新安莊王朱厚熿（1503年—1558年），号东邦，荊和王朱祐橺庶三子，明仁宗之晜孫，明朝第一代永新王。

## 生平
弘治十七年（1504年），生父荊和王朱祐橺逝世。正德十一年（1516年）十月，明武宗派遣英國公張崙等人为正使、工科給事中翟瓚等人为副使，持节册封朱厚熿为永新王。
在荊王朱見潚期间，荊藩因為朱見潚殘殺族兄弟導致名聲受損。长兄朱厚烇成为荊王后，痛定思痛，以身作则，与王府内诸郡王维持着和睦的关系。因此朱厚熿与朱厚烇没有很深的矛盾。而朱厚熿与兄富顺王朱厚焜也以能诗善画而著称。
正德年间，朱厚熿违反祖制擅自迎娶附入蘄州户籍的平民黃佐之女黄氏为妻，并生育子女六人，朝廷不承认其婚姻，后经长兄荊王朱厚烇为之求情，朝廷才承认此婚姻，但拒绝为黄氏所生的子女请名赐封爵，嘉靖十六年（1537年）八月，朱厚熿为此向朝廷请求辞去王爵，为子女请求封爵。经礼部研议，明世宗最终同意给予朱厚熿诸子女典制上应得的封爵。
嘉靖三十七年（1558年）六月二十七日，朱厚熿逝世，时年56岁。朝廷為此賜祭葬如例，并追赠谥号安莊。《大桴朱氏宗谱》记载朱厚熿之墓位于广济县（今湖北省武穴市）四望山幽居寺旁边，但蕲春县博物馆学者王宏彬则认为其陵墓位于蕲春县蕲州镇王㙘村，但因为二者没有出土文物佐证，故其墓葬位置仍然不明。
嘉靖四十年（1561年），朱厚熿之嫡长子朱載壕袭封父爵成为第二代永新王。另有子鎮國將軍朱載𡍓，有子嗣。